# Heilig Hart van Maria-klooster
Het Heilig Hart van Maria-klooster is een voormalig klooster, gelegen aan Kerkpad 5 te Horn.

## Geschiedenis
In 1910 kwamen de Missiezusters Dienaressen van de Heilige Geest vanuit Steyl naar Horn, en ze namen intrek in het patronaatsgebouw waar ze een kleuterschool startten. In 1911 werd het klooster gebouwd, dat in 1912 gereedkwam. Dit klooster is gebouwd in neoclassicistische stijl en heeft de afmetingen van een aanzienlijk huis. Boven de ingang is een Mariabeeld aangebracht.
In 1917 werd een lagere school, de Mariaschool, naast het klooster gebouwd. Ook waren de zusters actief in de gezondheidszorg. In de maanden oktober en november 1944 werd het klooster zwaar beschadigd door oorlogsgeweld, doch hersteld. In de daaropvolgende decennia, vooral na de verbouwing van 1966, werd het klooster onder meer ingezet als opvanghuis, maar het aantal zusters verminderde en in 1985 vertrokken de laatst overgeblevenen.
Het klooster werd verbouwd tot hotel, aanvankelijk met de naam Abelene. In 1996 werd het -onder nieuwe eigenaars- een hotel met de naam Hotel De Abdij. In 2001 werd het uitgebreid met een restaurant en een tuinterras.